# Dynamic Lights
Dynamic Lights ist eine italienische Progressive-Metal-Band aus Pesaro, die im Jahr 1997 gegründet wurde.

## Geschichte
Die Band wurde im Jahr 1997 gegründet. Zusammen studierten die Mitglieder einige Stücke ein, woraus das Demo Night Lights im Jahr 1999 resultierte. Eine EP folgte im Jahr 2002 unter dem Namen Resurrection. Dadurch erreichte die Band im Jahr 2003 einen Vertrag bei DVS Records. Es folgten Auftritten zusammen mit Pain of Salvation, Shaman, Lacuna Coil und Infernal Poetry. Im Jahr 2004 arbeitete die Band an ihrem Debütalbum, das im Jahr 2005 unter dem Namen Shape über DVS Records weltweit veröffentlicht wurde. Im April folgten Auftritte zusammen mit Nightingale und Tomorrow’s Eve in Dänemark, Deutschland und den Niederlanden. Anfang Oktober folgte ein Auftritt auf dem ProgPower Europe.

## Stil
Die Band spielt klassischen Progressive Metal, wobei die Musik mit den Werken von Adramelch, Valas, Dream Theater, Spock’s Beard und Fates Warning vergleichbar ist.

## Diskografie
- 1999: Night Lights (Demo, Eigenveröffentlichung)
- 1999: Barracuda (Demo, Eigenveröffentlichung)
- 2002: Resurrection (EP, Eigenveröffentlichung)
- 2005: Shape (Album, DVS Records)